# Аврелий Теодот
Аврелий Теодот (лат. Aurelius Theodotus; III век) — полководец римского императора Галлиена и префект Египта.

## Биография
Теодот, по всей видимости, происходил из сословия всадников. Согласно «Истории Августов», он был египетского происхождения и у него был брат по имени Камсисолей.
В 60-х годах III века Римская империя подвергалась давлению со стороны различных врагов на границах, также было несколько эпизодов узурпации власти. В одном из них, в 261 году, римский префект Египта, Луций Муссий Эмилиан, восстал против Галлиена и провозгласил себя императором при помощи армии. Галлиен не мог допустить, чтобы Египет вышел из-под его контроля, и в 262 году он послал Теодота против Эмилиана. Теодот, вероятно, командовал морской экспедицией, прибыл в Египет и, в Фивах, победил и захватил Эмилиана, отправив его к Галлиену, который казнил его путём удушения в тюрьме. Теодот жестоко обращался с солдатами Эмилиана, и многие были преданы смерти.
Император назначил Теодота префектом Египта вместо Эмилиана. Теодот был префектом с 14 августа 262 по 8 ноября 263.
Теодот также подавил восстание Мемора, вероятно, сторонника Эмилиана, который продолжил восстание.

### Первичные источники
- Жизнеописания Августов (лат.).

### Вторичные источники
- John Jefferson Bray. Gallienus: A Study in Reformist and Sexual Politics. — Wakefield Press, 1997. — ISBN 1862543372.
- Southern, Pat. The Roman Empire from Severus to Constantine. — London: Routledge, 2001. — 1 online resource (xii, 401 pages) с. — ISBN 0415239435.